# Comuna Lukașivka, Monastîrîșce
Lukașivka (în ucraineană Лукашівка) este o comună în raionul Monastîrîșce, regiunea Cerkasî, Ucraina, formată din satele Lukașivka (reședința) și Tarasivka.

## Demografie
Componența lingvistică a comunei Lukașivka
     Ucraineană (98,49%)
     Rusă (1,08%)
     Alte limbi (0,44%)
Conform recensământului din 2001, majoritatea populației comunei Lukașivka era vorbitoare de ucraineană (98,49%), existând în minoritate și vorbitori de rusă (1,08%).